# Wubanoides
Wubanoides is een geslacht van spinnen uit de familie hangmatspinnen (Linyphiidae).

## Soorten
De volgende soorten zijn bij het geslacht ingedeeld:
- Wubanoides fissus (Kulczyński, 1926)
- Wubanoides uralensis (Pakhorukov, 1981)
  - Wubanoides uralensis lithodytes (Schikora, 2004)